# برگنسا پائولیستا
برگنسا پائولیستا (به پرتغالی: Bragança Paulista) یک منطقهٔ مسکونی در برزیل است که در ایالت سائو پائولو واقع شده‌است. برگنسا پائولیستا ۵۱۲٫۶ کیلومتر مربع مساحت و ۱۶۰٬۶۶۵ نفر جمعیت دارد و ۸۱۷ متر بالاتر از سطح دریا واقع شده‌است.